# Hercules Lastboy

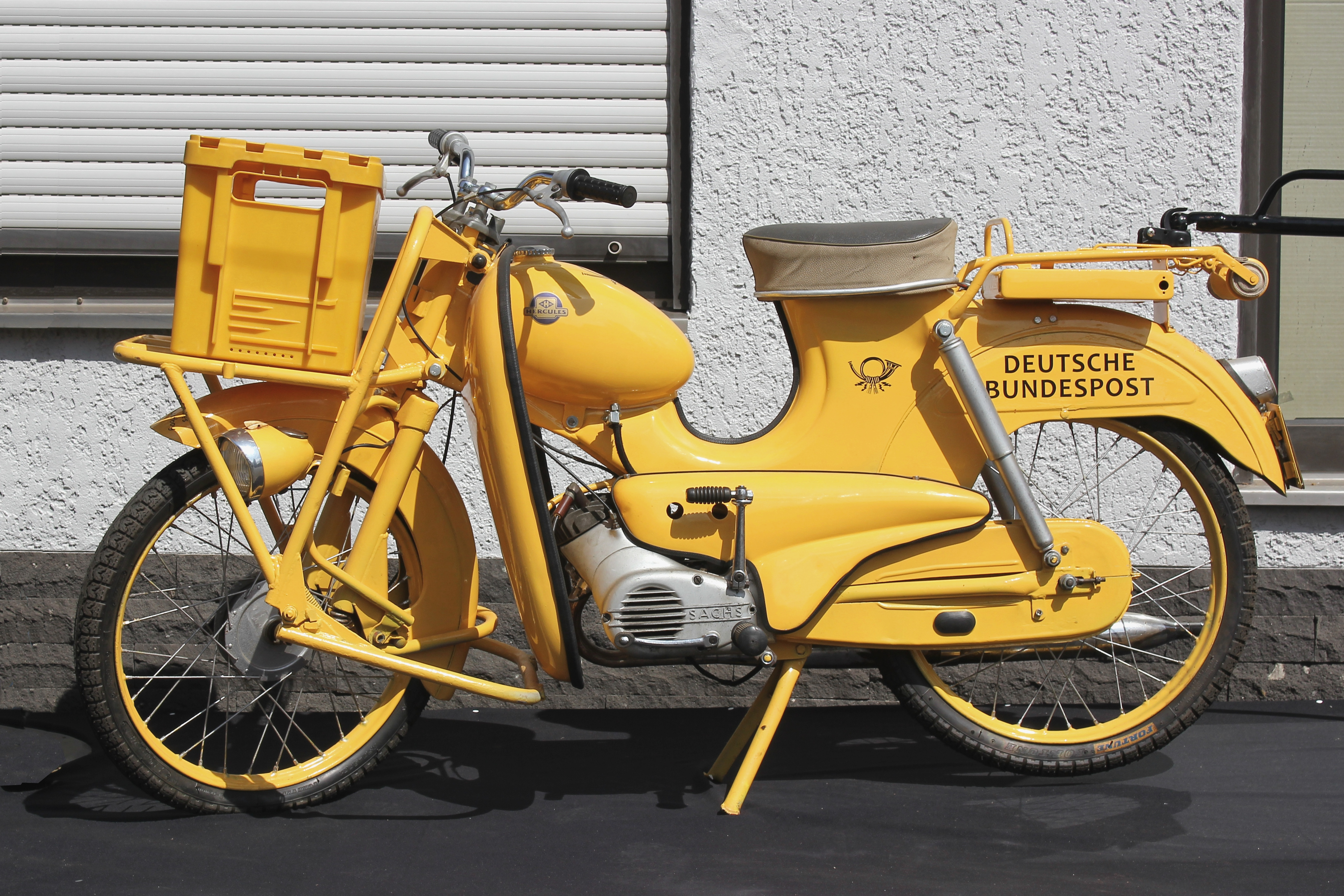
Hercules Lastboy

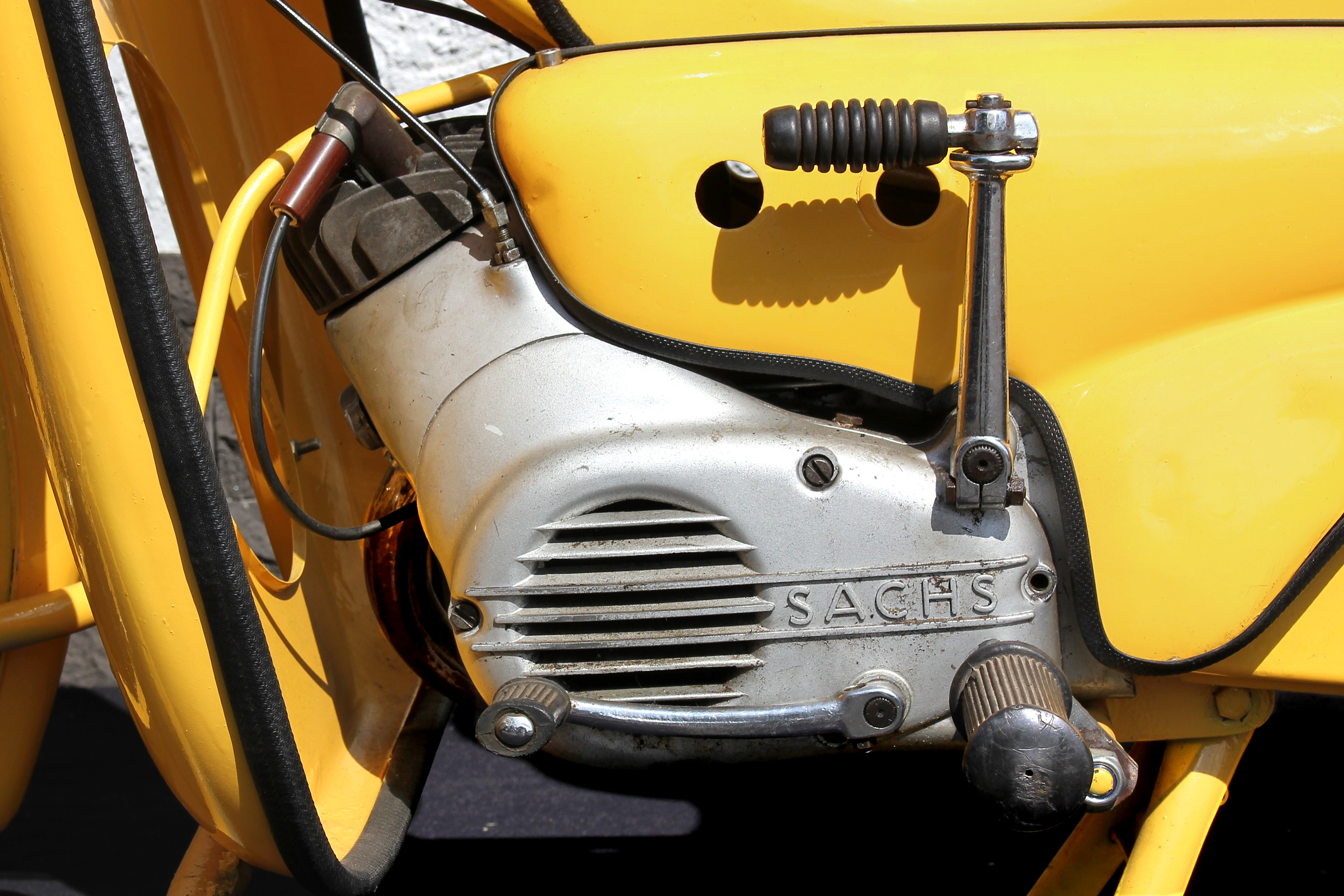
Sachsmotor 50/3 MLFB mit Dreiganggetriebe

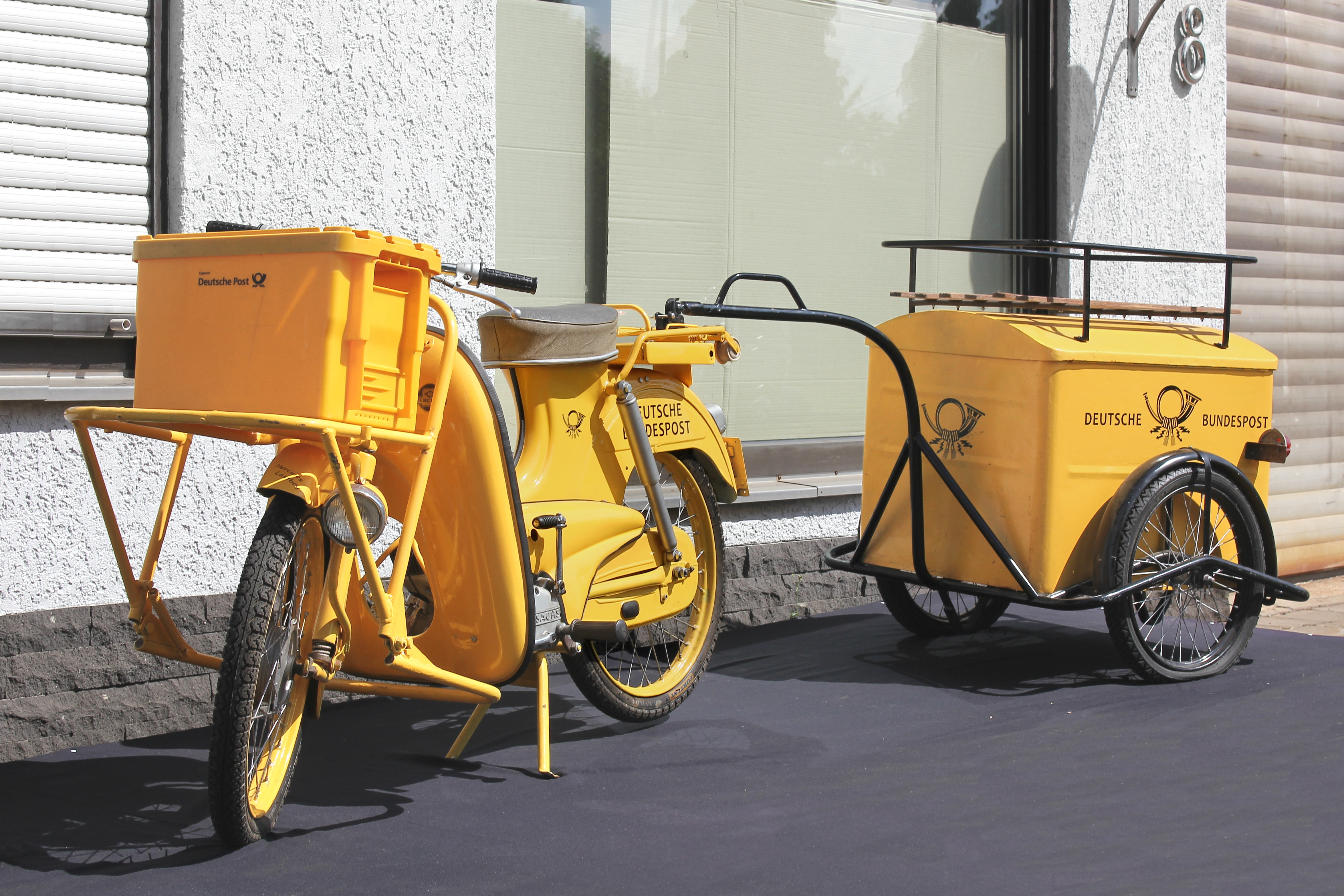
Mit Anhänger im Postbetrieb

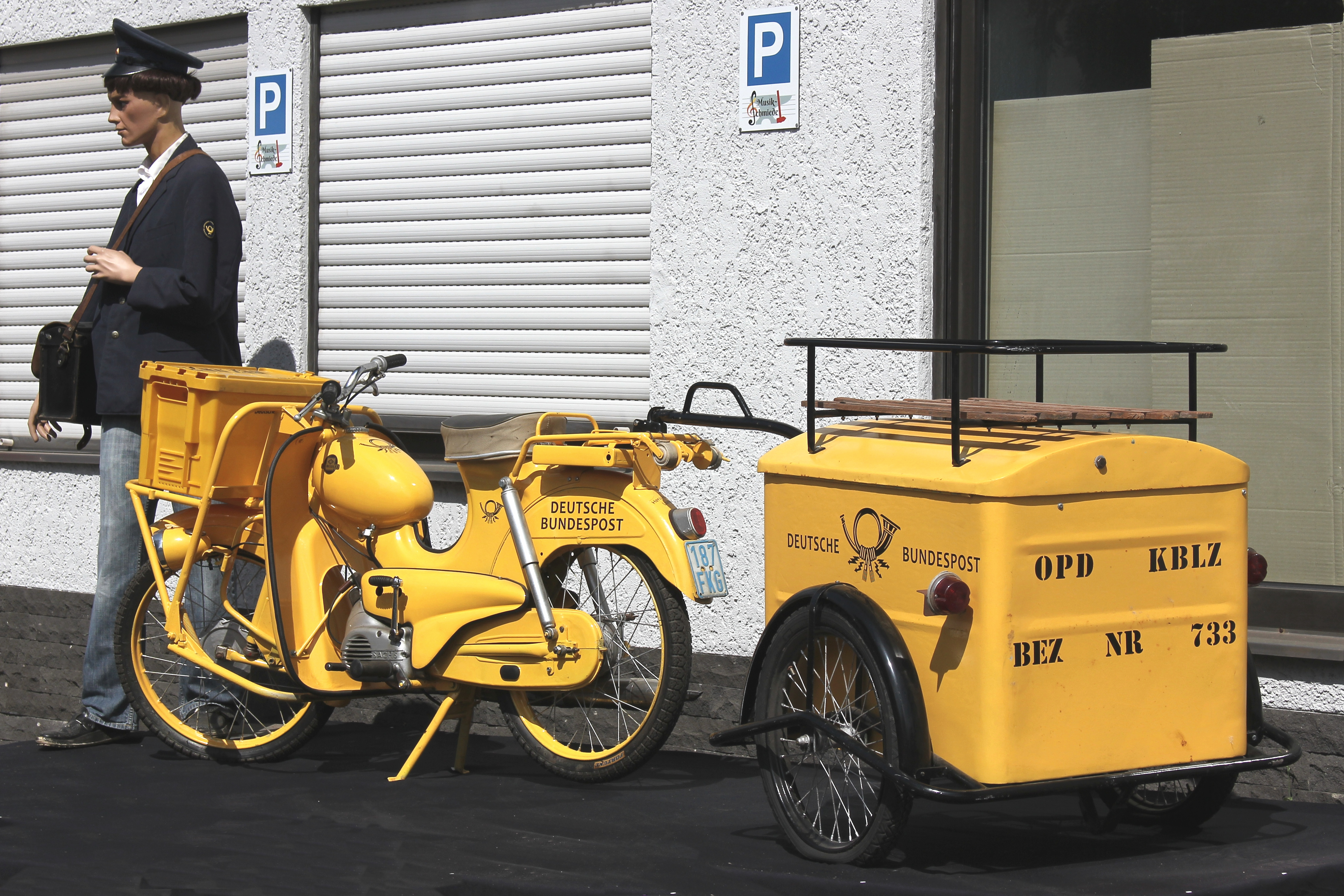

Das Hercules Lastboy ist ein Transportmoped, das Rabeneick 1958 entwickelt hatte und von Hercules übernommen wurde. Rund 1200 Lastboys baute Hercules von 1966 bis 1984 mit geringfügigen Veränderungen gegenüber der ursprünglichen Version.

## Motor und Getriebe
Die ersten Lastboys haben einen Einzylinder-Zweitakt-Sachsmotor 50/2 MLB mit Umkehrspülung und Fahrtwindkühlung, Hubraum 47 cm³, Leistung 2,3 PS, Zweigangdrehgriffschaltung und Tretkurbel. In den späteren Ausführungen ab 1969 ist es ein Sachsmotor 50/3 MLFB mit Gebläsekühlung, ebenfalls 47 cm³ Hubraum und einer Leistung von 2,6 PS in Verbindung mit einem Dreigang-Ziehkeilgetriebe, Fußschaltung und Kickstarter. Beide Versionen haben eine Zweischeiben-Lamellenkupplung im Ölbad. Die Motorkraft wird über eine Rollenkette an das Hinterrad übertragen. Die Höchstgeschwindigkeit beträgt 40 km/h.

## Rahmen
Der Lastboy hat einen Pressstahlrahmen. Das Vorderrad wird an einer geschobenen Kurzschwingengabel mit Schraubenfedern geführt, das Hinterrad an einer Langschwinge mit Federbeinen, beide Schwingen sind wartungsfrei gelagert. Rahmen und Hinterrad sind verkleidet.
An der Gabel ist ein patentiertes Traggestell mit Gepäckträger zur Aufnahme eines Transportkorbs angebracht, das sich bei Bedarf abnehmen lässt, um den Lastboy als normales Moped zu benutzen. Der normalerweise links unter dem Gepäckträger angebrachte Scheinwerfer ist dann an den Lenkkopf umzustecken. Außer dem verhältnismäßig großen vorderen Gepäckträger mit Transportkorb (57 × 47 × 27 cm) für eine Nutzlast von 31 kg hat der Lastboy einen hinteren Gepäckträger für eine Nutzlast von 8 kg, der gegebenenfalls einen kleinen zweiten Korb aufnimmt. Unter dem hinteren Gepäckträger gibt es ein flaches verschließbares Fach für Werkzeug. Für den vorderen Korb lieferte Hercules zur Sicherung der Ladung im Postbetrieb Gurte mit sogenannten Gurtspannapparaten. Auf Wunsch waren Beinschilde lieferbar.
Um das beladene Fahrzeug sicher abzustellen, hat es außer dem Mittelständer einen großen Klappständer am Vorderrad. In der Bedienungsanleitung wird unter „Sonstiges“ ausdrücklich darauf hingewiesen, das Moped jedoch nur auf den Rädern stehend anzulassen bzw. anzutreten, weil sonst die Ständer zu stark belastet würden.
Vorder- und Hinterrad des Lastboys sind mit 23 × 2,25 Zoll gleich groß. In der letzten Ausführung haben die Räder Sachs-Vollnabenbremsen mit einem Durchmesser von 115 mm; die Hinterradbremse wird über eine Stange betätigt statt des ursprünglichen Bowdenzugs.
Der Tank ist in der bei Mopeds lange Zeit üblichen Art schräg auf den Rahmen aufgesetzt. Er fasst 6,5 Liter, davon 0,7 Liter Reserve.

## Technische Daten
| Hercules Lastboy (ab 1969) | Daten (ab 1969)                                                                     |
| -------------------------- | ----------------------------------------------------------------------------------- |
| Motor                      | 1-Zylinder-Zweitakt-Ottomotor, Leichtmetallzylinderkopf abnehmbar, Graugusszylinder |
| Spülverfahren              | Umkehrspülung mit Flachkolben                                                       |
| Kühlung                    | Luftkühlung durch Gebläse                                                           |
| Hubraum                    | 47 cm³                                                                              |
| Bohrung × Hub              | 38 × 42 mm                                                                          |
| Leistung                   | 2,6 PS (1,9 kW) bei 5000/min                                                        |
| Verdichtung                | 1 : 9                                                                               |
| Vergaser                   | Bing, Einschiebervergaser ø 12 mm                                                   |
| Motorschmierung            | Zweitaktermischung 1 : 25                                                           |
| Kupplung                   | Zweischeibenkupplung                                                                |
| Getriebe                   | 3-Gang-Getriebe mit Fußschaltung                                                    |
| Rahmen                     | Pressstahlrahmen                                                                    |
| Federung vorn              | Kurzschwinge mit Schraubenfedern                                                    |
| Federung hinten            | Schwinge mit Federbeinen                                                            |
| Radstand                   | ca. 1200 mm                                                                         |
| Gesamtlänge                | ca. 1850 mm                                                                         |
| Reifengröße                | 23 × 2.25                                                                           |
| Bremsen                    | Vollnabenbremsen, ø 115 mm                                                          |
| Leergewicht                | 80 kg                                                                               |
| Zulässiges Gesamtgewicht   | 180 kg                                                                              |
| Tank                       | 6,5 Liter, davon 0,7 Liter Reserve                                                  |

## Werbung für den Lastboy
Hercules pries das Fahrzeug in der Werbung „für schnelle Geschäfte aller Art“ für „Bäcker, Fleischer, Installateure, Lesezirkel, Zeitungsboten, Klischeeanstalten usw.“ an. Weiter hieß es: „Die Transportfrage ist immer aktuell, auch für Sie. Nicht dauernd braucht man den Wagen, oft müssen kleine Güter ganz schnell da- oder dorthin. Ja, auf zwei Rädern ist man wirklich auch im stärksten Verkehr vorne dran.“ Und noch ein Vorteil wurde herausgestellt: „…, nutzen Sie aber auch die Chance, dass ein Hercules-Lastboy von jedem Lehrbuben gefahren werden kann, es genügt ja der Moped-Führerschein 5.“ Trotz des Angebots an unterschiedliche Gewerbetreibende wurden fast alle Lastboys an die Deutsche Bundespost geliefert.

## Sonstiges
Im Postbetrieb wurde der Lastboy auch mit Anhänger gefahren.